# Biersdorf am See
Biersdorf am See település Németországban, Rajna-vidék-Pfalz tartományban. Lakosainak száma 570 fő (2023. december 31.).

## Népesség
A település népességének változása:
| Lakosok száma | 454  | 541  | 562  | 524  | 561  | 590  | 570  |
|               | 1975 | 2014 | 2017 | 2019 | 2021 | 2022 | 2023 |